# Phaséolamine
La phaséolamine, également connue sous le nom de « Phase 2 », est un inhibiteur compétitif protéinique de l'alpha-amylase. Isolée à l'origine à partir de graines de haricots blancs, cette protéine est maintenant produite et commercialisée comme produit de régime. Elle agit par inhibition de l'action de l'alpha-amylase, enzyme de dégradation de l'amidon, de sorte que cela réduit la quantité de sucre absorbé au niveau de l'intestin grêle. Elle n'est active que sur les alpha-amylases d'origine animale, et n'affecte pas celles produites par les plantes, les bactéries ou les champignons.